# BRD Bucharest Open 2014
Bucharest Open 2014 — професійний тенісний турнір, що проходив на кортах з ґрунтовим покриттям. Це був перший за ліком турнір. Належав до Туру WTA 2014. Відбувся на Arenele BNR у Бухаресті (Румунія). Тривав з 7 до 13 липня 2014 року.

## Очки і призові

### Розподіл очок
| Дисципліна       | П   | Ф   | ПФ  | ЧФ | 1/8 | 1/16 | Q   | Q3  | Q2  | Q1  |
| Одиночний розряд | 280 | 180 | 110 | 60 | 30  | 1    | 18  | 14  | 10  | 1   |
| Парний розряд    | 280 | 180 | 110 | 60 | 1   | Н/Д  | Н/Д | Н/Д | Н/Д | Н/Д |

### Розподіл призових грошей
| Дисципліна       | П       | F       | ПФ      | ЧФ     | 1/8    | 1/16   | 1/32   | Q2   | Q1   |
| Одиночний розряд | $43,000 | $21,400 | $11,300 | $5,900 | $3,310 | $1,925 | $1,005 | $730 | $530 |
| Парний розряд    | $12,300 | $6,400  | $3,435  | $1,820 | $960   | Н/Д    | Н/Д    | Н/Д  | Н/Д  |

## Учасниці основної сітки в одиночному розряді

### Сіяні
| Країна     | Гравчиня               | Рейтинг1 | Сіяна |
| ---------- | ---------------------- | -------- | ----- |
| Румунія    | Сімона Халеп           | 3        | 1     |
| Італія     | Роберта Вінчі          | 21       | 2     |
| Чехія      | Клара Коукалова        | 32       | 3     |
| Італія     | Карін Кнапп            | 47       | 4     |
| Німеччина  | Анніка Бек             | 54       | 5     |
| Словаччина | Анна Кароліна Шмідлова | 58       | 6     |
| Чехія      | Петра Цетковська       | 62       | 7     |
| Словенія   | Полона Герцог          | 63       | 8     |

- 1 Рейтинг подано станом на 23 червня 2014.

### Інші учасниці
Нижче наведено учасниць, які отримали вайлд-кард на участь в основній сітці:
- Крістіна Діну
- Андрея Міту
- Ралука Олару

Нижче наведено гравчинь, які пробились в основну сітку через стадію кваліфікації:
- Кікі Бертенс
- Сесил Каратанчева
- Анетт Контавейт
- Еліца Костова

Як щасливий лузер в основну сітку потрапили такі гравчині:
- Інді де Вроме

### Відмовились від участі
До початку турніру
- Юлія Глушко
- Ваня Кінґ
- Крістіна Младенович
- Шахар Пеєр
- Ярослава Шведова
- Алісон ван Ейтванк
- Барбора Стрицова

## Учасниці в парному розряді

### Сіяні
| Країна     | Гравчиня           | Країна    | Гравчиня               | Рейтинг1 | Сіяна |
| ---------- | ------------------ | --------- | ---------------------- | -------- | ----- |
| Польща     | Катажина Пітер     | Україна   | Ольга Савчук           | 130      | 1     |
| Словаччина | Жанетта Гусарова   | Чехія     | Рената Ворачова        | 135      | 2     |
| Іспанія    | Лара Арруабаррена  | Іспанія   | Сільвія Солер-Еспіноса | 153      | 3     |
| Румунія    | Ірина-Камелія Бегу | Аргентина | Марія Ірігоєн          | 167      | 4     |

- 1 Рейтинг подано станом на 23 червня 2014.

### Інші учасниці
Пари, що отримали вайлд-кард на участь в основній сітці:
- Елена Богдан /  Александра Каданцу
- Іоана Дуку /  Іоана Лоредана Рошка

Наведені нижче пари отримали місце як заміна:
- Тамара Чурович /  Еліца Костова

### Знялись з турніру
До початку турніру
- Вероніка Сепеде Ройг (травма ліктя)

## Переможниці

### Одиночний розряд

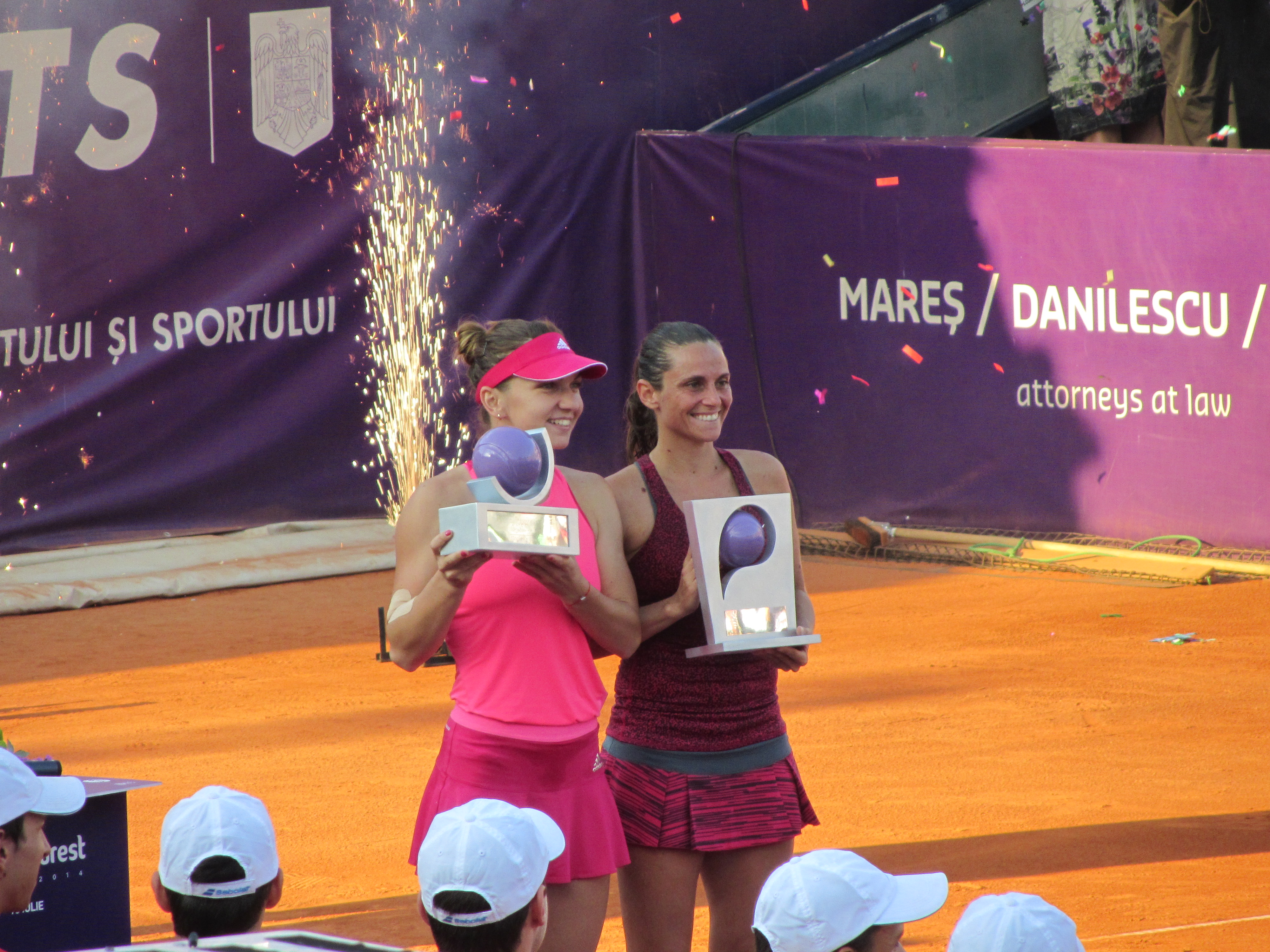
Сімона Халеп (ліворуч) і Роберта Вінчі тримають свої призи за перемогу і вихід до фіналу відповідно

- Сімона Халеп —  Роберта Вінчі, 6–1, 6–3

### Парний розряд
- Елена Богдан /  Александра Каданцу —  Чагла Бююкакчай /  Карін Кнапп, 6–4, 3–6, [10–5]